# Pál Gábor
Pál Gábor (Budapest, 2 de noviembre de 1932 – Roma, 21 de octubre de 1987) fue un director de cine y guionista húngaro. Dirigió 20 películas entre 1962 y 1987. En 1979, formó parte del jurado del Festival Internacional de Cine de Berlín de 1979.
Su trabajo más famoso fue Angi Vera, sobre una mujer que es internada en un campo de reeducación en la Hungría de la posguerra. Su filmografía está centrada en la sociedad húngara comunista.

## Filmografía
- Prométheusz (1962)
- A megérkezés (1963)
- Aranykor (corto) (1963)
- Tiltott terület (1968)
- A látogatás (corto) (1969)
- Horizont (1970)
- Müszakiak (TV) (1971)
- A próba (1971)
- Utazás Jakabbal (1972)
- Soós Imre (1973)
- Kiskunhalom (TV) (1974)
- A járvány (1975)
- Muslicák a liftben (TV Movie)
- Fordulat (1978)
- Angi Vera (1978)
- Party (TV) (1979)
- Háromszoros halál (TV) (1979)
- Kettévált mennyezet (1981)
- Nyitott ház (TV) (1983)
- La fuga legendaria (Hosszú vágta) (1983)
- Ember és árnyék (TV) (1986)
- La esposa era bellísima (A menyasszony gyönyörű volt) (1986)

## Premios y distinciones
Festival Internacional de Cine de San Sebastián
| Año  | Categoría                         | Película  | Resultado |
| ---- | --------------------------------- | --------- | --------- |
| 1979 | Concha de Plata al mejor director | Angi Vera | Ganador   |